# Papinsko sveučilište svetog Tome Akvinskog
Papinsko sveučilište svetog Tome Akvinskog, također poznato kao Angelicum ili Collegio Angelico je papinsko sveučilište u povijesnom središtu Rima. Njime upravlja Dominikanski red i središte je tomističke teologije i filozofije reda. Sveučilište nudi prvostupničke i magistarske studije iz teologije, filozofije, kanonskog prava i društvenih znanosti. Studiji se održavaju na talijanskom, a neki i na engleskom jeziku. Angelicum pohađaju i klerici i laici iz cijelog svijeta.